# Amitostigma gracile
Amitostigma gracile är en orkidéart som först beskrevs av Carl Ludwig von Blume, och fick sitt nu gällande namn av Rudolf Schlechter. Amitostigma gracile ingår i släktet Amitostigma och familjen orkidéer. Inga underarter finns listade i Catalogue of Life.